# Ryan Gosling
Ryan Thomas Gosling (n. 12 noiembrie 1980) este un actor, scenarist, regizor și muzician canadian. Proeminent atât în filmele independente, cât și în filmele studiourilor majore de diferite genuri, filmele sale au acumulat la box office la nivel mondial peste 1,9 miliarde USD. El a primit diverse premii, inclusiv un Glob de Aur și nominalizări la două premii Oscar și un premiu BAFTA.
Născut și crescut în Canada, a devenit cunoscut la vârsta de 13 ani în calitate de copil actor în serialul Disney Channel The Mickey Mouse Club (1993–1995) și a continuat să apară în alte programe de divertisment pentru familie, inclusiv Are You Afraid of the Dark? (1995) și Goosebumps (1996). Primul său rol în film a fost ca un evreu neo-nazist în The Believer (2001) și a câștigat celebritatea pentru a juca în drama romantică din 2004 The Notebook.
Gosling a jucat în dramele independente, apreciate de critici, Half Nelson (2006), pentru care a fost nominalizat la Premiul Oscar pentru cel mai bun actor, Lars and the Real Girl (2007) și Blue Valentine (2010). A jucat în trei succese principale în 2011, comedia romantică Crazy, Stupid, Love, drama politică The Ides of March și drama de acțiune Drive. După ce și-a făcut debutul regizoral cu Lost River (2014), Gosling a jucat în satira financiară The Big Short (2015), comedia de acțiune The Nice Guys (2016) și musicalul romantic La La Land (2016), ultimul dintre care i-a câștigat un Glob de Aur și o a doua nominalizare la Oscar pentru cel mai bun actor. Au urmat aprecieri suplimentare cu filmul științifico-fantastic Blade Runner 2049 (2017), filmul biopic First Man (2018) și comedia Barbie (2023).
Trupa lui Gosling, Dead Man's Bones, și-a lansat albumul de debut omonim și a făcut un turneu în America de Nord în 2009. El este coproprietar al Tagine, un restaurant marocan din Beverly Hills, California. Gosling este un susținător al PETA, al Invisible Children,  și al Proiectului Enough și a călătorit în Ciad, Uganda și estul Congo pentru a crește gradul de conștientizare cu privire la conflictele din regiuni. Gosling a fost implicat în eforturile de promovare a păcii în Africa de peste un deceniu. El are o relație cu actrița Eva Mendes, cu care are două fiice.

## Biografie
S-a născut la 12 noiembrie 1980 în London, Ontario, Canada.
Mâncarea sa preferată - diferite feluri de mâncare bazate pe calmar. Culoarea sa preferată este albastru. Filmul preferat: East of Eden, film bazat pe romanul lui John Steinbeck.
În 2008, Gosling a sprijinit campania prezidențială a lui Barack Obama.

## Filmografie

### Film
| An   | Film                        | Rol                  | Note                          |
| ---- | --------------------------- | -------------------- | ----------------------------- |
| 1997 | Frankenstein and Me         | Kenny                |                               |
| 1999 | The Unbelievables           | Josh                 |                               |
| 2000 | Remember the Titans         | Alan Bosley          |                               |
| 2001 | The Believer                | Danny Balint         |                               |
| 2002 | Murder by Numbers           | Richard Haywood      |                               |
| 2002 | The Slaughter Rule          | Roy Chutney          |                               |
| 2003 | The United States of Leland | Leland P. Fitzgerald |                               |
| 2004 | The Notebook                | Noah Calhoun         |                               |
| 2005 | Stay                        | Henry Letham         |                               |
| 2006 | Half Nelson                 | Dan Dunne            |                               |
| 2007 | Fracture                    | Willy Beachum        |                               |
| 2007 | Lars and the Real Girl      | Lars Lindstrom       |                               |
| 2010 | Blue Valentine              | Dean Pereira         |                               |
| 2010 | All Good Things             | David Marks          |                               |
| 2011 | Crazy, Stupid, Love.        | Jacob Palmer         |                               |
| 2011 | Drive                       | The Driver           |                               |
| 2011 | The Ides of March           | Stephen Meyers       |                               |
| 2012 | The Place Beyond the Pines  | Luke Glanton         |                               |
| 2013 | Gangster Squad              | Sgt. Jerry Wooters   |                               |
| 2013 | Only God Forgives           | Julian               | Also executive producer       |
| 2013 | White Shadow                |                      | Executive producer            |
| 2014 | Lost River                  |                      | Director, writer and producer |
| 2015 | The Big Short               | Jared Vennett        |                               |
| 2016 | The Nice Guys               | P.I. Holland March   |                               |
| 2016 | La La Land                  | Sebastian Wilder     |                               |
| 2017 | Song to Song                | BV                   |                               |
| 2017 | Blade Runner 2049           | Officer K            |                               |
| 2018 | First Man                   | Neil Armstrong       |                               |
| 2022 | The Gray Man                | Six                  |                               |
| 2023 | Barbie                      | Ken                  |                               |
| 2024 | The Fall Guy                | Colt                 | Post-producție                |

### Televiziune
| An        | Titlui                                                                      | Rol           | Note                                        |
| --------- | --------------------------------------------------------------------------- | ------------- | ------------------------------------------- |
| 1993–1995 | Mickey Mouse Club                                                           | Rolul său     | 3 episoade                                  |
| 1995      | Are You Afraid of the Dark?                                                 | Jamie Leary   | Episodul "The Tale of Station 109.1"        |
| 1996      | PSI Factor: Chronicles of the Paranormal                                    | Adam          | Episodul "Dream House/UFO Encounter"        |
| 1996      | Kung Fu: The Legend Continues                                               | Kevin         | Episodul "Dragon's Lair"                    |
| 1996      | Road to Avonlea                                                             | Bret McNulty  | Episodul "From Away"                        |
| 1996      | Goosebumps                                                                  | Greg Banks    | Episodul "Say Cheese and Die"               |
| 1996      | The Adventures of Shirley Holmes                                            | Sean          | Episodul "The Case of the Burning Building" |
| 1996      | Flash Forward                                                               | Scott Stuckey | Episode "Double Bill" and 1.21 "Skate Bait" |
| 1996      | Ready or Not                                                                | Matt Kalinsky | Episodul "I Do, I Don't"                    |
| 1997–1998 | Breaker High                                                                | Sean Hanlon   | 44 de episoade                              |
| 1998      | Nothing Too Good for a Cowboy                                               | Tommy         | film de televiziune                         |
| 1998–1999 | Young Hercules                                                              | Hercules      | 49 de episoade                              |
| 1998      | Hercules: The Legendary Journeys                                            | Zylus         | Episodul "The Academy"                      |
| 2005      | I'm Still Here: Real Diaries of Young People Who Lived During the Holocaust | Ilya Gerber   | Documentar TV                               |

## Discografie

### CuDead Man's Bones
- 2009: Dead Man's Bones

### Solo
- 2011: "You Always Hurt The Ones You Love" - Blue Valentine (Original Motion Picture Soundtrack)